# جزیره مالپلو

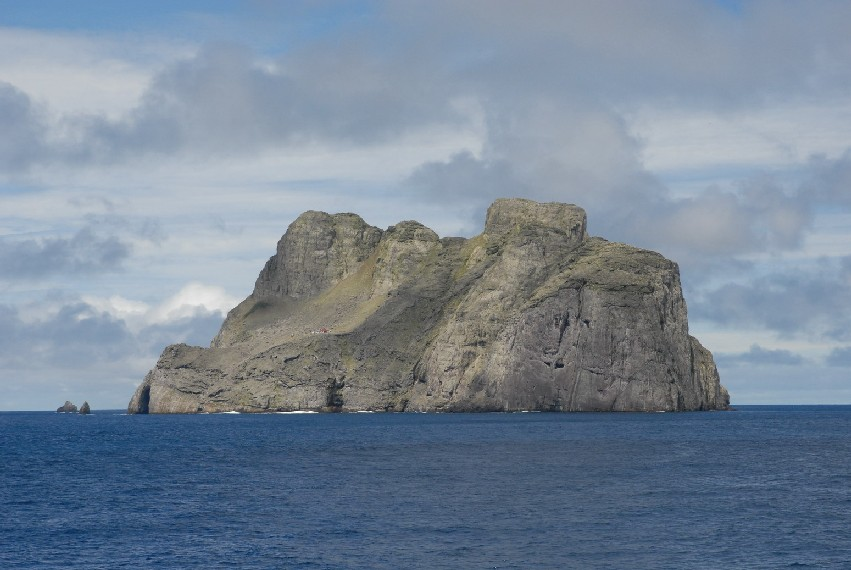
جزیرهٔ مالپلو، شرق اقیانوس آرام

جزیرهٔ مالپلو به وسعت ۸۵۷٬۵۰۰ (۲٬۱۱۹٬۰۰۰)، در حدود ۵۰۶ کیلومتری سواحل کلمبیا قرار دارد. این پارک دریایی وسیع، بزرگ‌ترین منطقه ممنوعیت ماهیگیری در شرق اقیانوس آرام استوایی است و یک زیستگاه حیاتی برای گونه‌های دریایی در معرض تهدید بین‌المللی فراهم می‌کند و همچنین یک منبع اصلی مواد مغذی‌ است که منجر به تجمع زیاد گونه‌های مختلف زیستی دریایی شده است. این به‌ویژه یک «مخزن» برای کوسه‌ها، هامور غول پیکر و بیل ماهی است و یکی از معدود مکان‌هایی در جهان است که در آن مشاهده کوسه پوزه کوتاه، نوع خاصی از کوسه آب‌های عمیق، تأیید شده است. این آب‌های عمیق، که به‌طور گسترده به‌عنوان یکی از برترین مکان‌های غواصی در جهان شناخته می‌شود، به دلیل وجود دیواره‌های شیب‌دار و غارهایی با زیبایی طبیعی فوق‌العاده، جمعیت مهمی از شکارچیان وحشی بزرگ و گونه‌های دریایی، از جمله بیش از ۲۰۰ گونه کوسه سر چکشی و بیش از ۱۰۰۰ کوسه دیگر از گونه‌های کوسه‌های ابریشمی، کوسه نهنگ و ماهی تن در محیطی دست نخورده که در آن الگوهای رفتاری طبیعی حفظ می‌شود، را پشتیبانی می‌کند.